# Mach Rider
Mach Rider (マッハライダー Mahha Raidā?) är ett futuristiskt racingspel utvecklat av Nintendo. Spelet släpptes ursprungligen den 18 oktober 1985 i samband med NES-lanseringen där. Den 21 november samma år släpptes spelet i Japan, innan det den 15 mars 1987 utkom i Europa och Australien. I juli 2007 släpptes spelet till Wiis Virtual Console.

## Handling
Året är 2112, och Jorden anfalls av onda varelser, som använder sig av racerfordonen Quadrunners. Spelets huvudperson, Mach Rider, skall ta sig från sektor till sektor på motorcykel, leta efter överlevande och förinta fienden på sin väg.

### Fotnoter
1. 1 2 3  ”Mach Rider”. NES DB. 28 februari 1985. Arkiverad från originalet den 27 april 2014. https://web.archive.org/web/20140427201601/http://www.nesdb.se/game_more.php?id=896&rid=3. Läst 27 april 2014.